# Phlogacanthus elongatus
Phlogacanthus elongatus är en akantusväxtart som beskrevs av T. Anders.. Phlogacanthus elongatus ingår i släktet Phlogacanthus och familjen akantusväxter. Inga underarter finns listade i Catalogue of Life.